# Йозеф ван Інгельгем
Йозеф ван Інгельгем (нід. Joseph Van Ingelgem, 23 січня 1912, Жет — 29 травня 1989) — бельгійський футболіст, що грав на позиції півзахисника, зокрема, за клуб «Дарінг» (Брюссель), а також національну збірну Бельгії. Дворазовий чемпіон Бельгії.

## Клубна кар'єра
У футболі дебютував 1929 року виступами за команду клубу «Дарінг» (Брюссель), в якій провів дванадцять сезонів. 
Завершив професійну ігрову кар'єру у клубі «Дендермонде», за команду якого виступав протягом 1952 року.

## Виступи за збірну
1932 року дебютував в офіційних матчах у складі національної збірної Бельгії. Протягом кар'єри у національній команді провів у її формі 11 матчів.
Був присутній в заявці збірної на чемпіонаті світу 1934 року в Італії, але на поле не виходив.
Помер 29 травня 1989 року на 78-му році життя.

## Титули і досягнення
- Чемпіон Бельгії (2):

«Дарінг» (Брюссель): 1935/36, 1936/37